# 스페이스 독
《스페이스 독》(러시아어: Белка и Стрелка. Звёздные собаки)은 2010년 공개된 러시아의 애니메이션 영화이다.